# La Esperanza (Norte de Santander)
La Esperanza é um município da Colômbia, localizado no departamento de Norte de Santander.